# Jawornik (Beskid Niski)
Jawornik (dawniej też: Zadowczykowa; 761 m n.p.m.) – zalesiony szczyt w Gnieździe Jawornika, we wschodniej części Beskidu Niskiego.